# Romani (Fahrradhersteller)
Romani war ein italienischer Fahrradhersteller in Sala Baganza in der Provinz Parma.
Die Firma wurde 1924 durch die zwei Brüder Romani gegründet und erlebte ihre Hochzeit mit dem Radrennsport in den 1970er Jahren bis Mitte der 1980er Jahre. 
Räder mit Romani-Logo sah man allerdings nur selten, da ein Großteil der Rahmenproduktion (angeblich bis zu 80 %) an andere Fahrradhersteller ging. Zudem kauften Fahrradgeschäfte in der Umgebung, die ihre Rahmen nicht selbst herstellten, diese bei Romani ein, versahen sie mit ihrem Label und boten die fertigen Räder dann unter ihrem Namen zum Verkauf an. Weitere Rahmen gingen in den Export. 
Für die Rahmen wurden Columbus SL, SLX, TSX Rohre sowie Reynolds Rohre in vergleichbarer Qualität (wie z. B. 531) verwendet. 
Man erzählt sich, dass die Brüder Romani auch an der Produktion von Colner (COLNago ERnesto) Rahmen beteiligt waren und somit mit dem renommierten italienischen Hersteller Colnago zusammengearbeitet haben.

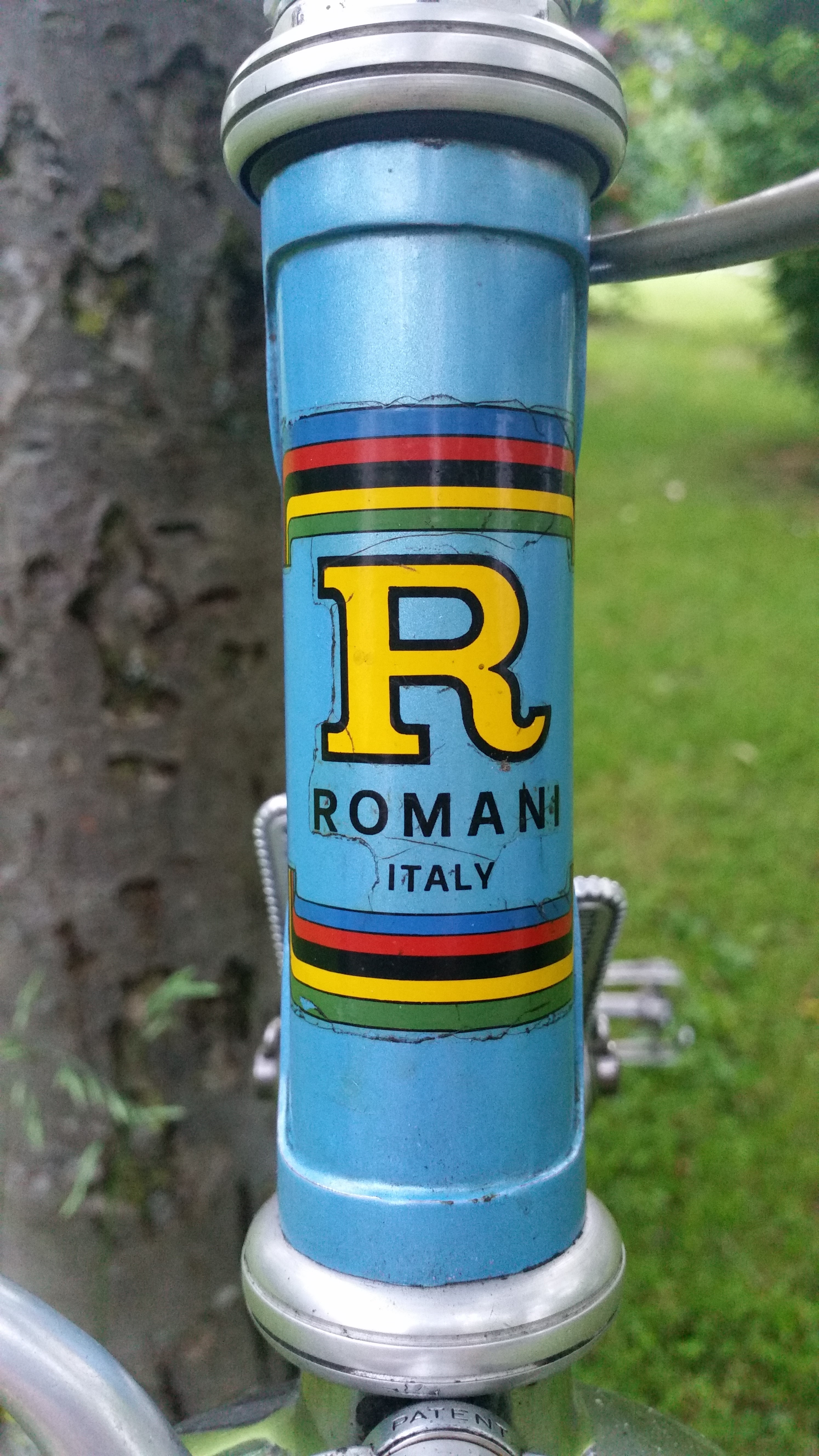
Romani Logo

Die Firma schloss in den frühen 1990ern.